# Лејк Стејшон (Индијана)
Лејк Стејшон (енгл. Lake Station) град је у америчкој савезној држави Индијана.

## Демографија
По попису из 2010. године број становника је 12.572, што је 1.376 (-9,9%) становника мање него 2000. године.
| Група             | 2000.          | 2010.         |
| Белци             | 10.695 (76,7%) | 8.385 (66,7%) |
| Афроамериканци    | 107 (0,8%)     | 455 (3,6%)    |
| Азијати           | 42 (0,3%)      | 40 (0,3%)     |
| Хиспаноамериканци | 2.875 (20,6%)  | 3.517 (28,0%) |
| Укупно            | 13.948         | 12.572        |